# گینوت (آرماویر)
گینوت (به ارمنی: به لاتین: Ginevet) یک روستا در ارمنستان است که در استان آرماویر واقع شده‌است.  در  کیلومتری شمال آرماویر، مرکز استان آرماویر واقع شده است.

## خصوصیات
گینوت نفر جمعیت دارد و در ارتفاع  متر بالاتر از سطح دریا قرار گرفته است.